# Healey Sprite Motor Company
Healey Sprite Motor Company war ein britischer Hersteller von Automobilen.

## Unternehmensgeschichte
Brian Rayward gründete 1998 das Unternehmen in Maidenhead in der Grafschaft Berkshire. Er begann mit der Produktion von Automobilen. Der Markenname lautete Healey. Im gleichen Jahr erfolgte der Umzug nach Newport auf der Isle of Wight. Zeitweise entstanden sechs Fahrzeuge in einer Woche. 2000 endete die Produktion. Im Unterschied zu anderen Anbietern ähnlicher Fahrzeuge standen nur Komplettfahrzeuge im Angebot.

## Fahrzeuge
Ein Modell war der Sprite, der Nachfolger des IPI von Island Plastics. Dies war die Nachbildung des Austin-Healey Sprite der ersten Generation. Die Basis bildete ein Monocoque aus Stahl. Darauf wurde eine offene Karosserie aus Fiberglas montiert. Im Unterschied zum Original ermöglichte ein Kofferraumdeckel Zugang zum Gepäckraum. Ein Vierzylindermotor mit 1800 cm³ Hubraum, der zunächst von Isuzu und später von Ford kam, trieb das Fahrzeug an.
Ein anderes Projekt war der Workhorse. Dies war ein Geländewagen auf Basis der Mercedes-Benz G-Klasse.